# Die Hexen von Eastwick
Die Hexen von Eastwick (engl. Originaltitel The Witches of Eastwick) ist ein Roman von John Updike, der 1984 auf Englisch und 1985 in der deutschen Übersetzung  von Maria Carlsson erschien. 2008 erschien eine Fortsetzung, die 2009 mit Die Witwen von Eastwick ins Deutsche übersetzt wurde.

## Personen
- Jane Smart, Musiklehrerin
- Alexandra Spofford, Bildhauerin
- Sukie Rougemont, Journalistin
- Darryl van Horne,  Kunstsammler

## Inhalt
Die drei Hexen Jane, Alex und Sukie sind alle geschieden und verbringen ihr langweiliges Leben in der kleinen Stadt Eastwick in Rhode Island, Neuengland. Sie sind sich ihrer magischen Kräfte bewusst und setzen diese ein. So beschwört zum Beispiel Alex ein Gewitter, um den Badestrand von Jugendlichen zu räumen und ihn ganz für sich und ihren Hund zu haben.
Die drei Frauen sind ständig auf der Suche nach dem perfekten Ehemann, bis eines Tages der Kunstsammler Daryl van Horne das Lenox-Herrenhaus in Eastwick kauft. Er scheint der Mann zu sein, auf den die Hexen gewartet haben, und deshalb fangen sie eine Beziehung mit ihm an. Als Jenny, die erwachsene Tochter eines Liebhabers der Hexe Sukie, Daryl heiratet, bringen die drei Hexen das Mädchen aus Eifersucht auf magische Art und Weise mit einer Voodoo-Puppe um.
Es stellt sich heraus, dass van Horne in finanziellen Schwierigkeiten war und Jenny vorrangig wegen des Erbes geheiratet hat. Die gemeinsame Tat zerrüttet jedoch das Verhältnis der Hexen zueinander. Jede von ihnen beschwört für sich einen Ehemann, und sie ziehen von Eastwick fort. Das Lenox-Haus wird von der pfändenden Bank in Apartments aufgeteilt.

## Verfilmung
- 1987 wurde der Roman mit Jack Nicholson, Susan Sarandon, Cher und Michelle Pfeiffer in den Hauptrollen als Die Hexen von Eastwick verfilmt. Der Inhalt des Films ist nicht durchgängig deckungsgleich mit der Romanhandlung.
- 1992 wurde ein Fernsehfilm unter dem englischen Originaltitel The Witches of Eastwick veröffentlicht, der ursprünglich als Pilotfilm zu einer Fernsehserie gedacht war.
- 2009 wurde eine TV-Adaption des Romans vom US-Sender ABC als Eastwick gedreht. Die Serie kam auf 13 Episoden und wurde nach einer Staffel abgesetzt.